# Ghorband
Der Ghorband ist ein rechter Nebenfluss des Pandschschir im Osten Afghanistans.

## Verlauf
Vom äußersten Nordwesten der Provinz Parwan kommend, durchfließt der Ghorband die Provinz ostwärts, um an der Provinzgrenze, nahe der Stadt Tscharikar, in den Fluss Pandschschir zu münden. Der Ghorband formte das vielleicht 500 m breite und mehrere hundert Meter in das umgebende Gebirge des Hindukusch eingeschnittene Parwan-Tal, wo auch die Straße A77 verläuft.

## Hydrometrie
Mittlerer monatlicher Abfluss des Ghorband (in m³/s) am Pegel Pul-i-Ashwawa
gemessen von 1959 bis 1980